# سیاست واقعی

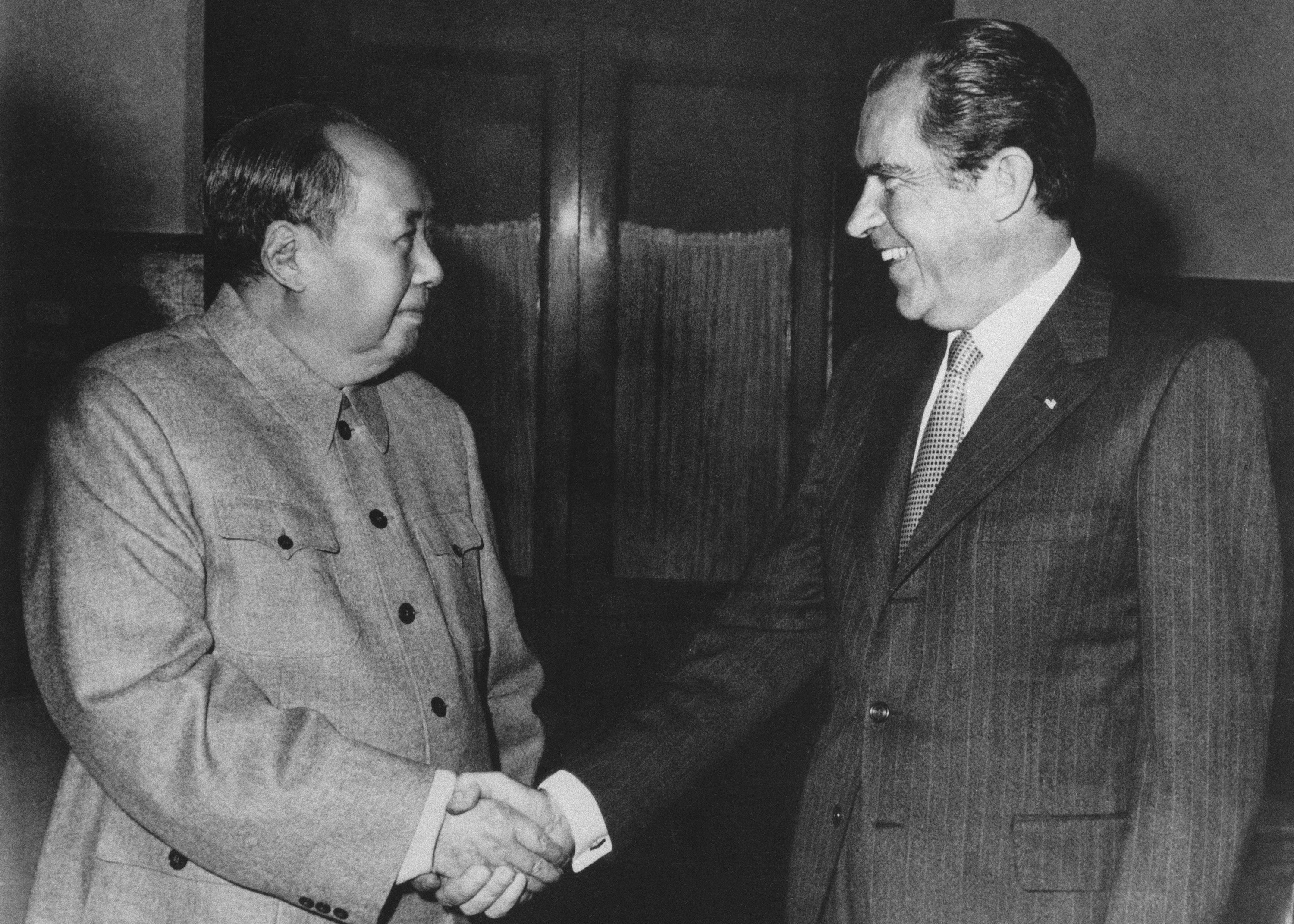
رئیس جمهور ریچارد نیکسون در حال دست دادن با مائو تسه تونگ

سیاست واقعی یا واقع‌گرایانه (از آلمانی: real "واقع‌بینانه"، "عملی"، یا "فعال"; و Politik "سیاست" تلفظ آلمانی: [ʁeˈa:lpoliˌtɪk]) درکی از سیاست یا دیپلماسی ست که بنای خود را بر آن می‌گذارد که شرایط و عوامل موجود و معین را در نظر بگیرد، به جای آن که بر قضایای سادهٔ ایدئولوژیک یا امور وجدانی و اخلاقی مبتنی باشد. به این معنی، مفهومِ "سیاست واقعی" جنبه‌های فلسفی مشترکی با واقع‌گرایی و عمل‌گرایی دارد. غالباً به سادگی، از آن به عنوان عمل‌گرایی در سیاست یاد می‌شود، به عنوان مثال، چنین می‌گویند که فرد «به دنبال سیاست‌های عمل‌گرایانه» است. گاهی نیز اصطلاح سیاست واقعی را در معنایی کنایه‌آمیز و تحقیرگر به کار می‌برند و به سیاستی اشاره می‌کنند که بر قهر و اجبار تکیه دارد و غیراخلاقی، یا ماکیاولیایی ست.
سیاست واقعی را بیشتر وقت‌ها با فلسفهٔ واقع‌گراییِ سیاسی اشتباه می‌گیرند. واقع‌گرایی سیاسی پارادایمی مدرن و توصیفی است، یا به عبارت دیگر، چارچوبی تئوریک و روش‌شناختی است، که رخدادها را در زمینهٔ روابطِ بین‌الملل تبیین کرده و در نهایت، پیش‌بینی می‌کند. هر دو (هم سیاست واقعی و هم واقع‌گرایی سیاسی) مایل‌اند از این پیش‌فرض شروع کنند که جستجو، در اختیار گرفتن، و به کار انداختنِ قدرت مسئلهٔ عمده و اصلیِ سیاست است. با این حال، برخی از واقع‌گرایان در روابط بین‌الملل، کسانی همچون کنت والتز و هانس مورگنتا، این پیش‌فرض را در مورد دولت به کار انداخته‌اند که هر دولتی در اصل، به دنبالِ بقا یا امنیت موجود و مستقیم خود است به جای آن که مثلاً به دنبال قدرت باشد.

## ریشهٔ اصطلاح
اصطلاح سیاست واقعی به نامِ لودویک فون روشاو، نویسنده و سیاست‌مدار آلمانی قرن ۱۹، گره خورده است. او در کتابی که در ۱۸۵۳، با عنوان قواعد سیاست واقعی قابل اِعمال در ایالات آلمان، نوشته است، معنی این اصطلاح را چنین توصیف می‌کند:
جان بو تاریخ‌نگار این موضوع را مطرح می‌کند که بیشتر آنچه به عنوان سیاست واقعی امروزی در نظر گرفته می‌شود، از معنای اصلی این اصطلاح منحرف شده است. سیاست واقعی در اواسط قرن ۱۹ در اروپا شکل گرفت، و محصول برخورد روشنگری با شکل‌گیری دولت و سیاست مبتنی بر قدرت بود. بو می‌گوید که این مفهوم، در اصل، تلاشی بود برای پاسخ دادن به این معما که چگونه می‌توان در دنیایی که قواعد خردمندانه و روشنی‌یافتهٔ لیبرال در آن جاری نیست، به اهداف معقول و روشنی‌یافتهٔ لیبرال دست یافت.